# Santa Barbara (Iloilo)
Pour les articles homonymes, voir Santa Barbara.
Santa Barbara est une municipalité de la province d'Iloilo, aux Philippines. En 2015, la localité compte 60 215 habitants.